# ワールド・ソーラー・チャレンジ

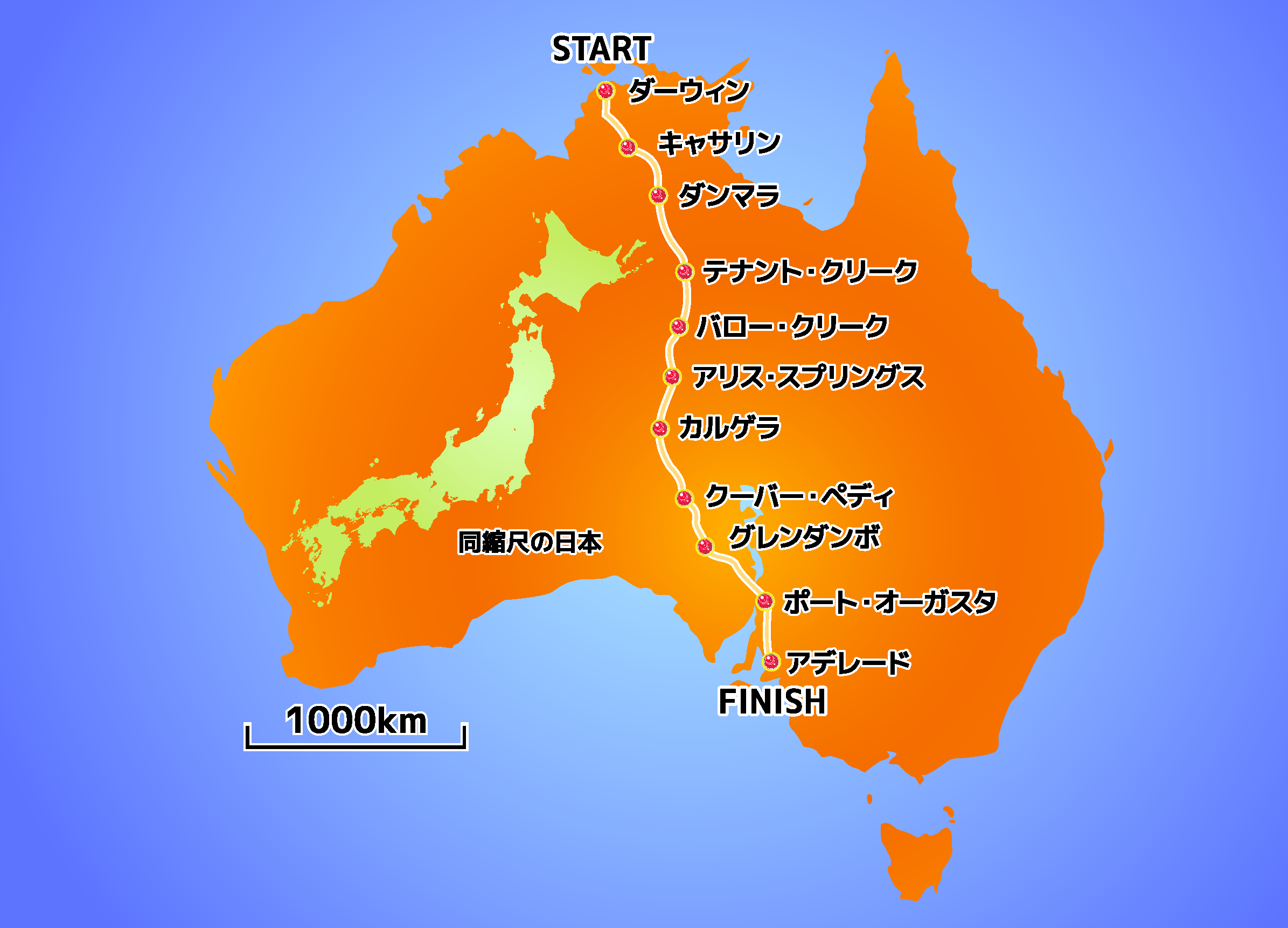
ワールド・ソーラー・チャレンジ3000 kmのコース

ワールド・ソーラー・チャレンジ(英語: World Solar Challenge)とはソーラーカーのレースであり、総延長3021 kmのオーストラリアの砂漠地帯を北のダーウィンからアデレードまで走破するものである。
レースの参加者は世界中から集う。最も多いのは大学と企業だが、高校の参加もある。第一回が1987年に開催されて以来、最も歴史のある世界規模のソーラーカーレースとして知られている。以前は企業のワークスチームが優勝していた時期もあるが、近年は企業の支援を受けた大学のチームが優勝する例が多い。
日本のチームは1993年と1996年にホンダが2連覇し、2009年と2011年には東海大学チャレンジセンターのTokai Challengerが優勝して同じく2連覇を達成した。
2020年現在、ブリヂストンがスポンサーとなっていて「ブリヂストン・ワールド・ソーラー・チャレンジ（BWSC）」の名前で開催されている。この契約は2030年まで継続される。

## 対象
太陽光を動力源とする車両によって競技が行われる。2017年大会は、20の国と地域から40チームがエントリーした。

## チャレンジのポイント
太陽光による発電電力とモータの消費電力を効率的にバランスをとることは、レースで成功するための鍵である。最適な走行速度は、天気（天気予報）とバッテリ残量に常に依存している。伴走車（ソーラーカーでなく通常の乗用車）に乗っているチームメンバーは、無線連絡あるいはテレメトリシステム（遠隔測定法）によって、ソーラーカーからのデータを収集し、複数のコンピューターのプログラムに入力し、走行戦略を最高のものとするために用いている。しかし、「公式オブザーバー」（＝チームに派遣され伴走車に同乗する監視員）のために、伴走車の中をコンピューターでいっぱいにせずに、スペースを空けておかなければならない。
日の出から8:00まで、そして17:00からの日暮れまで時間に、できる限りバッテリを充電しておくことも重要である。できるだけ多くの太陽エネルギーを捕えるために、太陽電池パネルは通常、太陽光線に対して垂直になるように向けられる。この目的のために、ソーラーカーのボディは太陽の方へ、しばしば傾けられている。

## 重要なルール
- レースのほとんどはスチュアート・ハイウェイなどの公道上で行われるので、ソーラーカーは通常の交通ルールを守らなくてはならない。しかしながら、公式レギュレーションには、ドライバーが道路のキャンバーを利用して、最大量の太陽エネルギーを捉えるという特別な記述があった。午後、太陽が西側にあるとき、スチュアート・ハイウェイを南下しているので、道路の右側を走行する方が有利である。もちろん、反対方向を走行する車両が居なければであるが。
- 最低2人、最大の4人のドライバーを、登録しなければならない。ドライバー（服を含む）の重さが80 kg未満の場合、体重差を無くすためにバラストが加えられる[3]。
- 運転できる時間は、8:00から17:00までとなっている[3]。適当な宿泊場所（ハイウェイの脇に）を選ぶために、最高10分の間、運転時間を延長することが可能である。そのときに発生した余分な運転時間は、翌日の出発時間を遅らせることで調整される。これ以上の運転時間の延長は1分あたり翌日に2分の出発時間の遅延が義務づけられる。
- ルートに沿ったいくつかの地点で、すべてのソーラーカーが30分間止まらなければならない「コントロールストップ」が設定されている。ここでは、停車時間の間に、限られたメンテナンス作業（修理ではなくチェック程度）を行うことが許されている。
- バッテリ（二次電池）の容量は、最大でおよそ5キロワット時に相当する重量になるよう、電池の種類ごとに定められている（たとえば2017年大会はリチウムイオン二次電池20 kg、リチウムイオンポリマー二次電池20 kg、リン酸鉄リチウムイオン電池40 kg、リチウム硫黄電池15 kg）。レーススタート時の、バッテリはフル充電された状態でよい。故障以外の状況では、バッテリはレースの間に交換してはならない。しかし、もしバッテリを交換した場合、交換した量に応じたペナルティ時間が加算される。
- 最大外形寸法5 m×2.2 mの大きさ、ボディ最大幅の半分以上のトレッド幅をもつ4輪のホイールレイアウト、ロールバー装着などを定めたレギュレーションがある。

### 2007年のルール改正
南オーストラリア州の速度制限により、スチュアートハイウェイの最高速度は110 km/hに制限されていたが、2005年にいくつかのチームがこの速度に達したため、安全上の観点からいくつかの改正が行われた。太陽電池パネルの面積が6 m2に制限された。もともとが8 m2程度であったため、25 %の減少。ノーザンテリトリー州でのステュアート・ハイウェイでの速度制限は130 km/hになった。シートベルトの効果を確保する観点からシートアングルが垂直面から27度以下の傾きに抑えられ、寝るようにしていら乗車姿勢は着座姿勢となった。
パナソニックは2007年ワールド・ソーラー・チャレンジのスポンサーになった。2007年10月21 - 28日に開催された。

### 2009年のルール改正
いくつかの新ルールがチャレンジクラスのために付け加えられた。排水のために1.5 mm以上の溝があり、高速道路使用不可(DO NOT HIGHWAY USE)の表記がないタイヤを使用すること。

### 2011年のルール改正
2009年大会において東海大学ソーラーカーチームのTokai Challengerが、2005年のNuon Solar TeamのNuna 3と同様に南オーストラリア州において110 km/hの速度で巡航したことから、太陽電池出力を落とすことが検討された。その結果、化合物太陽電池の搭載面積は6 m2から3 m2に削減された。一方、シリコン太陽電池は6m2のまま据え置かれたため事実上、化合物太陽電池の使用は困難なものとなった。また、レースの順位争いがわかりやすくなるように、SPOT衛星GPSメッセンジャー端末が導入された。

### 2013年のルール改正
2013年は4輪が義務化され、1人乗りのチャレンジャークラスと、2人乗りのクルーザークラスが新設され、2007年に新設されたチャレンジクラスのソーラーカーも、旧レギュレーションに適合したアドベンチャークラスに吸収された。また、前方180度の範囲において4 m離れた点で上下0.7 m以上の視界を確保するとともに、コックピット空間の大幅な拡大も要求された。さらに車両の前方に1.5 m×0.3 mの広告スペースの確保が義務づけられるなど、大幅にレギュレーションが変更された。またダーウィン市内では、これまでのスチュアートハイウェイに代えて、交通量や信号が少ないタイガー・ブレナン・ドライブにコースが変更された。

### 2015年のルール改正
クルーザークラスの配点が所要時間70 % 乗車人数5 % 外部電力量15 % 実用性10 %とよりスピードに重点を置くよう変更された。またチャレンジャークラスでは2013年大会で議論となった停車時の外部コンセントレーターによる充電に対する制限として停車充電時においても車体寸法を全長4.5 m、幅1.8 m、高さ2.2 m以内に制限する事が明記された。また前方視界の規定が緩和されたためコックピットをより後ろ側に配置することができるようになった。

### 2017年のルール改正
太陽電池の搭載面積がチャレンジャークラスでシリコンセル4 m2、化合物マルチジャンクション2.64 m2、クルーザークラスででシリコンセル5 m2、化合物マルチジャンクション3.3 mに縮小され、車体サイズが5 m x 2.2 m  x1.6 mに緩和された。これにともない、チャレンジャークラスの有力チームの中でも細長い単胴型の車体が復活した一方、マルチジャンクションセルの換算係数が変更された結果有力チームの間でも選択肢として復活し、カタマランでも面積の小さいマルチジャンクションセルを使用して車体をかなりコンパクト化して空力性能の向上を狙うチームが現れた。一方のレギュレーションに課題のあったクルーザークラスは今大会からレースではなく規則トライアルとなり、アデレードに6日目の11時から14時の間に到着するように変更された。充電が何度でも可能になり到着時刻がポイントにならない事により勝敗は各チームはなるべく多くの人数をなるべく少ない外部充電量で運ぶ効率点と審査員による実用点により決定される事となった。また今大会からはアドベンチャークラスは競技外となりデモンストレーション走行という位置づけになった。2013年で議論となったような集光器や反射板については今大会でさらに制限が追加され実質的に禁止となり、温度を下げるための太陽電池への散水も出発時に車体に搭載した水のみ使えるよう変更されこちらも実質禁止となった。コントロールストップ時のリコンフィグレーション（発電量を上げるためルーフを太陽に向けて立てる）もドライバー1人のみが行えるよう変更され、コントロールストップの計時中は車体に手を触れてはいけないよう変更された。

## 歴史
デンマーク出身の冒険家であり、オーストラリア・エナジープロモーション社長のハンス・ソルストラップによって提案された。彼は最初に全長4.9 mのボートでオーストラリア大陸を一周した。次の段階として省燃料自動車やトラックによる競技に打ち込んだ。既に1980年代、彼は限りある化石燃料の代替として持続可能なエネルギーの探求が必要であるという認識を持っていた。彼はブリティッシュペトロリアム=BP (企業)の資金援助を受けて世界初のソーラーカーであるQuiet Achieverによってシドニーからパースまで4052 kmを20日で走破して太陽光が車両の動力源として有用である事を実証した。それはワールドソーラーチャレンジの前身だった。
4回レースが開催された後、彼は開催権を南オーストラリア州に売却してリーダーをChris Selwoodに委ねた。それまで3年に1度だったレースは1999年から隔年毎に開催される。
- 1987年の第1回レースには23台が出場し、ゼネラルモーターズのサンレーサーが平均時速67 kmで優勝した[3]。フォード・オーストラリアのフォードエス（サンチェイサー）が2位で、スイスのスピリットバイエル（スピリットオブビール）が3位だった。最初にプライベート部門で参加したソーラー・リソースは総合7位だった。日本からは三菱技研のソーラージャパンを始め、4チームが参加したがいずれも完走はできなかった。また、この大会の冠スポンサーは日本企業のペンタックス、オフィシャル計時表示のスポンサーはシチズンだった。
- 第1回大会優勝のサンレーサーにはガリウム・砒素太陽電池が使用されていたが、含まれる砒素が有毒なので第2回以降は制限された。2000年以降は使用されている。バッテリーは1990年代までは上位入賞車には銀亜鉛電池が搭載されていたが近年はリチウムイオン電池が増えている。空気抵抗を極限まで減らしたサンレーサーがゴキブリ型だったため、以後、ゴキブリ型が定番となる[5]。その後平面型が主流となる。
- 1990年の第2回レースは36台が出場し、スイスのビール技術建築学校のスピリットオブビール/ビエンヌ IIが優勝した。GMの優勝に刺激されて初参戦したホンダのドリームが2位[6]で、ミシガン大学が3位だった。日本からは10チームが参加した。
- 1993年[6]の第3回レースは、14か国55台が参加した。なかでも日本からは、ホンダの他にトヨタや日産、京セラ、北陸電力、マブチモーター、BE-PAL、早稲田大学、東海大学、北見工業大学、芦屋大学、チーム・ドラえもん（紫紋）など20チームが集まり、ホンダのドリームが初優勝した。2位は前回覇者のスピリット・オブ・ビールで、3位は京セラのサン・オブ・サンだった。
- 1996年の第4回もホンダのドリームが優勝して2連覇した。
- 1999年は遂に"地元"のオーストラリアの"オーロラ"が優勝した。この年のレギュレーション変更により、ゴキブリ型は消滅し、薄いセンターキャノピー型が主流となる。
- 2001年はオランダのデルフト工科大学のNunaが大会新記録で優勝した。
- 2003年はNuna 2が平均速度97 km/hで優勝。
- 2005年はNuna 3が平均速度102.75 km/hの歴代最高記録で優勝。オーロラは2位でミシガン大学は3位
- 2007年はNuna 4が新ルールの下、平均速度90.07 km/hで優勝。アドベンチャー部門では旧ルールの下で芦屋大学のTigaが93.53 km/hで勝った。
- 2009年は、電気自動車や燃料電池車などの環境車を含めたグローバル・グリーン・チャレンジ(Global Green Challenge)のソーラーカー部門として開催されることとなった[7]。13か国32チームが参加したこの年は、シャープの三接合化合物太陽電池を搭載した東海大学チャレンジセンターの09年型Tokai Challengerが平均速度100.54 km/hで優勝。Nuna5は2位でミシガン大学は3位だった。オーストラリアから参加して最初にゴールしたニューサウスウェールズ大学の学生が製作したサンスイフトIVは総合4位でシリコン太陽電池では最初にゴールした。
- 2011年大会は元のワールド・ソーラー・チャレンジの名称に戻された。この年はパナソニックのHIT太陽電池を搭載した東海大学チャレンジセンターの11年型Tokai Challengerが優勝。今大会では以前使用していた化合物系の太陽電池からシリコン系のHIT太陽電池に変更された[8]。
- 2013年大会からはスポンサーの名前を冠して、ブリヂストン・ワールド・ソーラー・チャレンジの名称になった。2013年はオランダのNuon Solar TeamのNuna7が4輪が義務づけられた新レギュレーションのチャレンジャークラスにおいて、集光レンズを使用した太陽電池モジュールを運搬することで、実質的な集光面積を7 m2以上に拡大することで発電量を増やし、平均速度90.71 km/hの記録で優勝。東海大学は2位。3位にはオランダのSolar Team Twente。2人乗りのクルーザークラスでは同じくオランダのSolar Team EindhovenのStellaが優勝し、オランダ勢が上位を占めた。
- 2015年はオランダのデルフト工科大学のNuon Solar TeamのNuna8が優勝、準優勝は同じくオランダのトゥウェンテ大学のRed One、3位は東海大学チャレンジセンターの15年型東海チャレンジャーだった。クルーザー部門では工学院大学のOWLが1位でゴールするもタイム以外の実用点などで伸び悩み、2位でゴールしたSolar Team EindhovenのStella Luxが逆転で優勝。前回に引き続きオランダ勢が上位を占めた。
- 2017年は世界21か国から43チームが集結し、オランダのデルフト工科大学のNuon Solar TeamのNuna9が優勝、準優勝はミシガン大学のNovum、3位はベルギーのPunch PowertrainのPunch Twoだった。太陽電池面積に関するレギュレーションの変更により、2.67 m2多接合化合物太陽電池を搭載したチームが表彰台を独占した。シリコン太陽電池を搭載した中では、総合4位の東海大学チャレンジセンターの17年型東海チャレンジャーがトップとなり、シリコン太陽電池を搭載した東海大学、Twente大学、西シドニー大学、工学院大学のWingが4 - 7位となった。クルーザー部門ではSolar Team EindhovenのStella Vieが優勝した。
- 2019年は世界24か国から53チームが集結し、レース後半の強風の影響でトップを走行していたオランダのSolar Team Twenteがコースアウトでリタイアしたり、4連覇がかかっていたオランダのVattenfall Solar Team（元Nuon）が最後のCP区間で車体が炎上、焼失するなどの波乱の展開の中ベルギーのAgoria Solar Team（元Punch Powertrain）のBluePointが初優勝。2位はシリコン系で最上位となる東海大学チャレンジセンターの19年型東海チャレンジャー、3位はアメリカのミシガン大学のElectrumとなった。クルーザー部門ではSolar Team EindhovenのStella Eraが優勝した。
- 2021年はCOVID-19の影響で中止となった。

| レース | 年   | クラス                 | 参加チーム数 | 勝者                              | チーム                                         | 国             | 総レース時間 (hrs:min) | 平均速度 (km/h)   |
| ------ | ---- | ---------------------- | ------------ | --------------------------------- | ---------------------------------------------- | -------------- | ---------------------- | ----------------- |
| 1.     | 1987 |                        | 23           | サンレーサー                      | ゼネラルモーターズ                             | アメリカ合衆国 | 44:54                  | 66.9              |
| 2.     | 1990 |                        | 38           | スピリットオブビール/ビエンヌ II  | ビール工科大学                                 | スイス         | 46:08                  | 65.2              |
| 3.     | 1993 |                        | 55           | ドリーム                          | ホンダ                                         | 日本           | 35:28                  | 85.0              |
| 4      | 1996 |                        | 46           | ドリーム                          | ホンダ                                         | 日本           | 33:53                  | 89.8              |
| 5.     | 1999 |                        | 43           | オーロラ 101                      | オーロラ ビークル アソシエーション / RMIT 大学 | オーストラリア | 41:06                  | 73.0              |
| 6.     | 2001 |                        | 37           | アルファケンタウリチーム (Nuna 1) | デルフト工科大学                               | オランダ       | 32:39                  | 91.8              |
| 7.     | 2003 |                        | 33           | Nuon Solar Team (Nuna 2)          | デルフト工科大学                               | オランダ       | 31:05                  | 97.02             |
| 8.     | 2005 |                        | 30           | Nuon Solar Team (Nuna 3)          | デルフト工科大学                               | オランダ       | 29:11                  | 102.8             |
| 9.     | 2007 | チャレンジ部門         | 23           | Nuon Solar Team (Nuna 4)          | デルフト工科大学                               | オランダ       | 33:00                  | 90.87             |
| 9.     | 2007 | アドベンチャー部門     | 18           | TIGA                              | 芦屋大学                                       | 日本           | 32:03                  | 93.57             |
| 10.    | 2009 | チャレンジ部門         | 32           | Tokai Challenger                  | 東海大学                                       | 日本           | 29:49                  | 100.54            |
| 10.    | 2009 | チャレンジ部門シリコン | 25           | サンスイフト IV                   | ニューサウスウェールズ大学                     | オーストラリア | 39:18                  | 76.28             |
| 10.    | 2009 | アドベンチャー部門     | 7            | OSU Model S'                      | 大阪産業大学ソーラーカープロジェクト           | 日本           | 34:45                  | 86.27             |
| 11.    | 2011 | チャレンジ部門         | 37           | Tokai Challenger                  | 東海大学チャレンジセンター                     | 日本           | 32:45                  | 91.54             |
| 12.    | 2013 | チャレンジ部門         | 31           | Nuon Solar Team (Nuna 7)          | デルフト工科大学                               | オランダ       | 33:03                  | 90.71             |
| 12.    | 2013 | クルーザー部門         | 8            | Stella                            | Solar Team Eindhoven                           | オランダ       | 40:14                  | (97.5% 最終得点)  |
| 12.    | 2013 | アドベンチャー部門     | 8            | Aurora Evolution                  | Aurora Vehicle Association                     | オーストラリア | 38:39                  | 77.57             |
| 13.    | 2015 | チャレンジ部門         | 30           | Nuon Solar Team (Nuna 8)          | デルフト工科大学                               | オランダ       | 37:56                  | 91.75             |
| 13.    | 2015 | クルーザー部門         | 11           | Stella Lux                        | Solar Team Eindhoven                           | オランダ       | 48:54                  | (97.27% 最終得点) |
| 13.    | 2015 | アドベンチャー部門     | 3            | TAFE SA Solar Spirit              | TAFE SA Solar Spirit                           | オーストラリア | 47:11 (1292 Km)        |                   |
| 14.    | 2017 | チャレンジ部門         | 26           | Nuon Solar Team (Nuna 9)          | デルフト工科大学                               | オランダ       | 37:10                  | 81.2              |
| 14.    | 2017 | クルーザー部門         | 5            | Stella Vie                        | Solar Team Eindhoven                           | オランダ       | 223.2 P-km/kWh         | (効率スコア 80)   |
| 14.    | 2017 | アドベンチャー部門     | 23           | Tushka Hashi III                  | Mississippi Choctaw High School Solar Car Team | アメリカ合衆国 | 45:56 (3021 km)        |                   |

## 関連

### 他の競技
- ソーラーカーレース
- 北アメリカソーラーチャレンジ(North American Solar Challenge) 2005年からカナダも含む
- デル-ウィンストン スクール ソーラー カー チャレンジ
- サウス・アフリカン・ソーラー・チャレンジ 2008年から開催
- Victorian Model Solar Vehicle Challenge
- ワールド・ソーラーカー・ラリー
- ワールド・エコノ・ムーブ

### 映画
- レース・ザ・サン(Race the Sun)参加チームの模様を描いた作品

### 書籍
- Sunraycer: Bill Tuckey, ISBN 978-1875221011
- GM Sunraycer Case History/M-101, ISBN 978-1560910138
- Solar Racing Cars - 1993 World Solar Challenge: John Storey, Anthony Schinckel, Chester Kyle, ISBN 978-0644335393
- Speed of Light - The 1996 World Solar Challenge: David M. Roche, Antony E. Schinckel, John W. Storey, Clive P. Huphris, Michelle R. Guelden, ISBN 978-0763415273
- The Speed of Light 2 - The 1999 World Solar Challenge: Jeffrey E. Cotter, David M. Roche, John W. V. Storey, Anthony E. T. Schinckel, Clive P. Humphris, ISBN 0-7334-1805-8
- ソーラーパワーが翔んだ - 第1回ワールド・ソーラーカーレース: 斎藤敬, ISBN 978-4163428307
- チャレンジザソーラーカーソラえもん号発進!: ISBN 978-4091107817
- 光の国のグランプリ: 中部博, ISBN 978-4087830835
- 走れ！ソーラーカー／光と夢の3000キロレース: 中部博, ISBN 978-4477007441
- エコ電気自動車のしくみと製作: 日本太陽エネルギー学会編, オーム社, ISBN 4-274-20291-7
- 世界最速のソーラーカー: 東海大学チャレンジセンター編, 東海教育研究所, ISBN 978-4-486-03715-6
- ソーラーカーで未来を走る: 木村英樹, くもん出版, ISBN 978-4-7743-1959-9

### チーム
- Aurora
- Website BlueSky Solar Racing
- Website University of Michigan Solar Car Team
- Website University of New South Wales Sunswift Team
- Website Nuon Solar Team (TU Delft) (Dutch and English)
- Website Solar Team Twente (Universiteit Twente) (Dutch)
- Website Punch Powertrain Solar Team (Dutch)
- Website of Eolian, Universidad de Chile team (Spanish)
- Website of Tokai University Kimura Laboratory (Japan)
- Website of OSU Solar Car Team (Japan)